# 奧克尼島副獅子魚
奧克尼島副獅子魚，為輻鰭魚綱鮋形目杜父魚亞目獅子魚科的其中一種，分布於南冰洋南奧克尼群島海域，棲息深度約1253公尺，為深海底棲性魚類，屬肉食性，生活習性不明。

## 擴展閱讀
維基物種上的相關：奧克尼島副獅子魚